# Фрик, Аурелия
Аурелия Фрик (нем. Aurelia Frick, род. 19 сентября 1975, Санкт-Галлен, Швейцария) — лихтенштейнский государственный и политический деятель, министр юстиции, иностранных дел и культуры с марта 2009 по июль 2019 года.

## Образование
Аурелия Фрик изучала право в университете Фрибура в Швейцарии, который окончила в 1999 году. Она получила степень доктора права в Базельском университете.

## Политическая карьера
Фрик как член Прогрессивной гражданской партии в возрасте 34 лет назначена министром юстиции, иностранных дел и культуры в марте 2009 года после парламентских выборов в Лихтенштейне. Она стала одним из пяти министров Лихтенштейна, и одной из двух женщин в кабинете министров (другая Рената Мюсснер). Как ожидается, она продолжит реформу гражданского и уголовного права Лихтенштейна.
Замужем, имеет 2 детей.